# St. Johannes (Wiedenbrück)

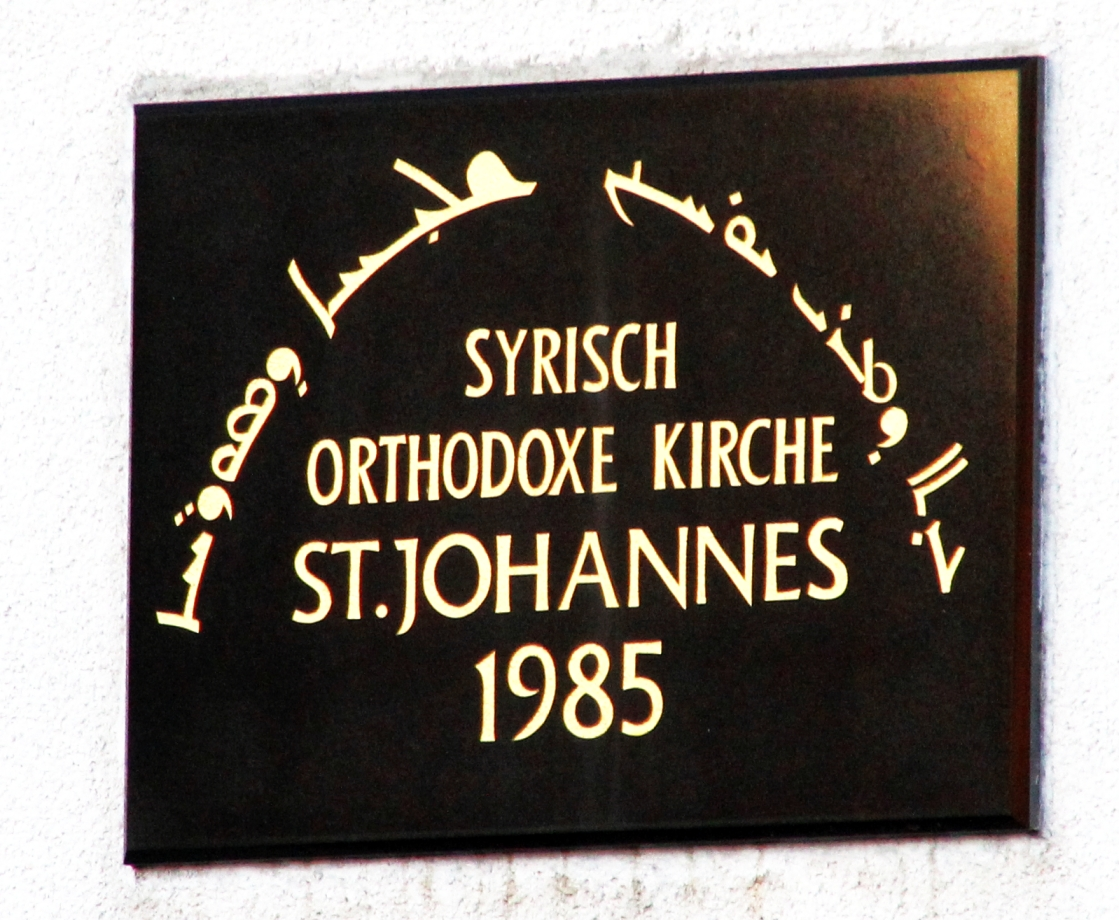
Informationstafel der syrisch-orthodoxen Kirche St. Johannes

St. Johannes (auch St.-Johannes-Apostel-Kirche) ist das Kirchengebäude der syrisch-orthodoxen Gemeinde in Wiedenbrück, einem Stadtteil von Rheda-Wiedenbrück.

## Geschichte
Das Gebäude wurde als Lichtspielhaus gebaut und später in ein Kaufhaus umgenutzt. 1985 wurde es von der aramäischen Gemeinde erworben und zur Kirche mit Gemeindezentrum umgestaltet. Damit ist St. Johannes eine von drei aramäischen Gemeinden im Kreis Gütersloh, wodurch diese Region wiederum eine mit der größten Gemeinschaft von Angehörigen dieses Glaubens in Deutschland ist.

## Gemeinde
Die Gemeinde gehört zur syrisch-orthodoxen Diözese für Deutschland in Warburg.